# Bījaq
Bījaq (persiska: بيجق) är en ort i Iran.   Den ligger i provinsen Ardabil, i den nordvästra delen av landet, 400 km nordväst om huvudstaden Teheran. Bījaq ligger 1 148 meter över havet och antalet invånare är 911.
Terrängen runt Bījaq är kuperad åt sydväst, men åt nordost är den platt.Runt Bījaq är det ganska tätbefolkat, med 56 invånare per kvadratkilometer. Närmaste större samhälle är Meshgīn Shahr, 9,2 km söder om Bījaq. Trakten runt Bījaq består i huvudsak av gräsmarker.